# Черрі-Веллі (Нью-Йорк)
Черрі-Веллі (англ. Cherry Valley) — місто (англ. town) в США, в окрузі Отсего штату Нью-Йорк. Населення — 1223 особи (2010).

## Демографія
Згідно з переписом 2010 року, у місті мешкали 1223 особи в 511 домогосподарстві у складі 344 родин. Було 689 помешкань
Расовий склад населення:
| - 97,6 % — білих - 0,7 % — чорних або афроамериканців - 0,4 % — корінних американців - 0,2 % — азіатів |

До двох чи більше рас належало 1,0 %. Частка іспаномовних становила 0,7 % від усіх жителів.
За віковим діапазоном населення розподілялося таким чином: 20,4 % — особи молодші 18 років, 63,3 % — особи у віці 18—64 років, 16,3 % — особи у віці 65 років та старші. Медіана віку мешканця становила 46,1 року. На 100 осіб жіночої статі у місті припадало 92,9 чоловіків;  на 100 жінок у віці від 18 років та старших — 91,5 чоловіків також старших 18 років.
Середній дохід на одне домашнє господарство  становив 69 095 доларів США (медіана — 59 048), а середній дохід на одну сім'ю — 74 244 долари (медіана — 63 646). Медіана доходів становила 46 607 доларів для чоловіків та 41 063 долари для жінок. За межею бідності перебувало 12,3 % осіб, у тому числі 18,4 % дітей у віці до 18 років та 2,5 % осіб у віці 65 років та старших.
Цивільне працевлаштоване населення становило 693 особи. Основні галузі зайнятості: освіта, охорона здоров'я та соціальна допомога — 28,3 %, роздрібна торгівля — 21,1 %, мистецтво, розваги та відпочинок — 11,3 %, будівництво — 10,2 %.